# Richard Lester (wioślarz)
Richard Lester (ur. 24 marca 1949 w Wallingford) – brytyjski wioślarz, srebrny medalista olimpijski.

## Kariera
Wystąpił na igrzyskach olimpijskich w Montrealu w 1976, gdzie osada Wielkiej Brytanii w składzie: Richard Lester, John Yallop, Tim Crooks, Hugh Matheson, David Maxwell, Jim Clark, Fred Smallbone, Lenny Robertson i Patrick Sweeney (sternik) zdobyła srebrny medal w ósemkach. W wyścigu finałowym uplasowali się o 2,53 sekundy za osadą NRD i o 2,69 sekundy przed osadą Nowej Zelandii. Był to jego jedyny start olimpijski.
Startował także w czwórkach ze sternikiem na mistrzostwach Europy w Moskwie (1973), jednak Brytyjczycy nie awansowali do finału A.
Z wykształcenia jest prawnikiem, pracował jako solicitor. Jest także działaczem sportowym, od 1979 był stewardem na Henley Royal Regatta, działał także w zarządzie Leander Club.